# Адольф Борхерс
Адольф Борхерс (нім. Adolf Borchers; 10 лютого 1913, Вендгаузен — 9 лютого 1996, Оберштауфен) — німецький пілот-ас, майор люфтваффе. Кавалер Лицарського хреста Залізного хреста.

## Біографія
У 1938 році вступив до легіону «Кондор», який воював в Іспанії, ніс там службу в ранзі унтер-офіцера.
Перед Другою світовою війною переведений в 2-гу ескадрилью 77-ї винищувальної ескадри (2./JG77, пізніше перейменована в 11./JG51). У її складі брав участь в боях в Польщі, Франції та Великої Британії, збив 5 ворожих літаків на Західному фронті.
Під час операції «Барбаросса» Адольф проявив свою майстерність і довів число перемог до 23. Очолив 8 жовтня 1942 року 11-ю ескадрилью 51-ї ескадри, до кінця 1942 року довів число своїх перемог до 38. За 78 перемог 22 листопада 1943 він був нагороджений Лицарським хрестом Залізного хреста.
11 червня 1944 року гауптман Борхерс був переведений в 52-ю винищувальну ескадру і призначений командиром I-ї групи (I./JG52). Свою соту перемогу він здобув 24 липня 1944 у складі своєї нової ескадри, а 2 вересня 1944 року, оформивши 118-ту перемогу, довів загальне число перемог ескадри до 10 тисяч.
1 лютого 1945 року Борхерс очолив 3-ю групу 52-ї ескадри (III./JG52). Здався в полон американським військам, пізніше був відправлений у радянський табір військовополонених.
Борхерс всього здобув 132 перемоги в більш ніж 800 вильотах, 127 перемог припали на Східний фронт.
Після війни заснував з дружиною лижну школу, якою вона керувала до 1987 року.

## Родина
Брати — старший Герман і молодший Вальтер, також кавалери Лицарського хреста Залізного хреста.
В 1943 році одружився з спортсменкою-лижницею Крістль Кранц.

## Нагороди
- Нагрудний знак пілота
- Залізний хрест 2-го і 1-го класу
- Почесний Кубок Люфтваффе (13 жовтня 1941)
- Німецький хрест в золоті (15 жовтня 1942)
- Лицарський хрест Залізного хреста (22 жовтня 1943) — за 78 перемог.
- Авіаційна планка винищувача в золоті